# Radiant Eclipse
Pistes de Waking the Fallen
Second Heartbeat I Won't See You Tonight
Radiant Eclipse est une chanson du groupe metalcore américain Avenged Sevenfold, c'est la huitième piste de l'album Waking the Fallen sorti le 26 août 2003.
Cette chanson peut soit être compris comme sujet la mort ou d'être trahi par un ami. Il commence par dire, et ensuite dans la partie chantée, il dit : Two nights ago I was shot, a bullet sunk straight through my soul. a friend pulled the trigger that silenced me (Il y a deux jours j'ai été blessé, une balle enfoncé directement dans mon crâne, un ami a appuyé sur la détente qui me fait taire) puis I'll watch you call, calling for me, you can't bring back time, close your eyes or look away/ fate exposed and won't let me say. (Je te regarderai appeler, m'appeler, Tu ne peux pas remonter le temps, Fermes tes yeux ou regarde au loin, Le destin est révolu et il ne me laissera pas rester, L'espoir sera fini ce soir avec ses ailes cassées, Une entité descendante est en moi, On m'a enlevé la voix, Plus j'écoute, plus j'en ai à dire).

## Membres sur la chanson
- M. Shadows or Matt Davies : chant
- Synyster Gates or Darran Smith : guitare solo
- Zacky Vengeance or Kris Coombs-Roberts : guitare rythmique
- Johnny Christ or Gareth Davies : basse
- The Rev or Ryan Richards : batterie